# باولو سيزار غوسماو
باولو سيزار غوسماو (بالبرتغالية: Paulo César Gusmão‏) هو لاعب كرة قدم ومدرب كرة قدم برازيلي في مركز حراسة المرمى، ولد في 19 مايو 1962 في ريو دي جانيرو في البرازيل. لعب مع بوتافوغو ريغاتاس ونادي أميريكانو ونادي فاسكو دا غاما.

## وصلات خارجية
- باولو سيزار غوسماو على موقع قاعدة بيانات كرة القدم.إي يو (الإنجليزية)